# Heteromallus
Heteromallus is een geslacht van rechtvleugeligen uit de familie grottensprinkhanen (Rhaphidophoridae). De wetenschappelijke naam van dit geslacht is voor het eerst geldig gepubliceerd in 1888 door Brunner von Wattenwyl.

## Soorten
Het geslacht Heteromallus omvat de volgende soorten:
- Heteromallus cavicola Ander, 1932
- Heteromallus gracilipes Ander, 1938
- Heteromallus marmoratus Ander, 1938
- Heteromallus notabilis Brunner von Wattenwyl, 1888
- Heteromallus pectinipes Karny, 1930
- Heteromallus piceus Ander, 1938
- Heteromallus spina Brunner von Wattenwyl, 1888
- Heteromallus spinifer Blanchard, 1851
- Heteromallus spinipes Karny, 1930
- Heteromallus tournoueri Griffini, 1912